# Генеральна угода з тарифів і торгівлі
Генера́льна уго́да з тари́фів і торгі́влі, ГАТТ — міжнародна угода, досягнута 30 жовтня 1947 між 23 державами у Женеві (Швейцарія), згідно з якою кожна з них погодилася забезпечити іншим рівний і недискримінаційний режим торгівлі, скорочувати ставки мита на основі багатосторонніх домовленостей, і з часом усунути імпортні квоти. У 1995 перейменовано на СОТ.

## Передумови виникнення
Перед початком Першої світової війни міжнародна торгівля вже досягла значних обсягів. Тоді розвиток торговельних зв’язків полегшувався стабільністю валют і свободою руху капіталу  та робочої сили.
На той час держави не відчували необхідності створення міжнародної організації торгівлі, натомість Перша світова війна порушила цю рівновагу і призвела до створення режимів майже економічної автаркії. Заходи жорстокої регламентації міжнародної торгівлі, введені під час війни, діяли й після її завершення.
Між тим країни прагнули до відродження свободи торгівлі. У зв’язку з цим з 1919 по 1939 роки було здійснено багато спроб створити механізм регулювання та розвитку міжнародної торгівлі.
У  1920 році в Брюсселі під егідою Ліги Націй відбулася фінансова конференція представників 30-и країн. Прийняті на ній резолюції  стосувалися фінансово-економічних проблем. Відносно міжнародної торгівлі конференція висловила побажання, щоб  кожна країна поступово переходила до принципів вільної торгівлі.
Друга міжнародна конференція з економічних питань відбулася в Генуї в 1922 році. Учасники форуму прийняли низку резолюцій щодо розвитку міжнародної торгівлі, а також її охорони. У 1927 році в Женеві відбулася третя велика економічна конференція.
Як наслідок, за кілька місяців була підписана спеціальна конвенція, згідно з якою країни брали на себе зобов’язання у шестимісячний термін зняти всі заборони й обмеження на імпорт та експорт  і не замінювати їх жодними подібними заходами. Натомість конвенція не була ратифікована більшістю країн.
Хоча позитивні результати конференцій виявилися незначними, але саме в цей період було закладено основи сучасного правового підґрунтя міжнародної торгівлі - прийнято конвенції про спрощення митних формальностей (1923 р.)  міжнародний торговельний арбітраж (1924 р.), охорону промислової власності (1925 р.), продукцію промисловості вторинної переробки металів (1929 р.).
Останню передвоєнну конференцію було скликано у 1933 році в Лондоні. З того часу і до Другої світової війни спроби лібералізації торгівлі не мали великого значення, однак після неї всі питання, які обговорювалися раніше, знову опинилися в центрі уваги.[1]
До кінця Другої світової війни стало очевидно, що двосторонні угоди мають серйозні недоліки. Імпортні квоти використовувалися як загрози проти використання квот іншими країнами, а від зниження тарифів відмовлялися з побоюванням, що треті країни можуть витягти з них вигоду. Був потрібен багатосторонній підхід, і США взяли на себе ініціативу з формування ГАТТ [2].

## Історія діяльності
Багатостороння міжурядова угода про зниження обмежень у міжнародній торгівлі, укладена провідними торговими країнами світу.
Після переговорів між 23 державами в 1947 в Женеві угода набула чинності 1 січня 1948. До 1994 року 111 держав були повними членами ГАТТ і 22 країни - асоційованими членами.
У число країн, що підписали угоду, а також членів, які мають особливий або тимчасовий статус, входили США, країни британської Співдружності, більшість держав Європи і багато країн Латинської Америки, Африки та Азії, включаючи Японію, Індію та Пакистан. На ці країни у сукупності припадало понад 80% міжнародної торгівлі. Угоди в рамках ГАТТ не зачіпали політичних взаємин країн і не захищали їх від ембарго або несприятливого торгового режиму з боку інших країн-учасниць.
Торгові угоди, досягнуті міністрами на конференціях ГАТТ, підлягали остаточного затвердження урядами. ГАТТ було замінено Світовою організацією торгівлі (СОТ) 1 січня 1995p.[2]

## Функції
ГАТТ мала три істотних риси:  
- зниження тарифів;
- визначення принципів і правил, що регулюють імпорт та експорт;
- періодичні зустрічі, які забезпечували міжнародний форум для обговорення проблем торгівлі.

У результаті переговорів про тарифи імпортні мита і тарифні пільги могли бути збережені або усунені. Графіки зниження тарифів включали понад 60 000 товарів, охоплюючи більшу частину світової торгівлі. Переговори починалися на двосторонній основі і перетворилися на багатосторонні при розробці графіка зниження тарифів для всіх країн-учасниць.
Принципи і правила ГАТТ гарантували зниження тарифів і доповнювали його ослабленням інших обмежень у світовій торгівлі, таких, як імпортні квоти, податкові збори і адміністративні заходи регулювання. Умови ГАТТ поширювали на всі країни-учасниці, а саме режим найбільшого сприяння в області тарифів, митних зборів і податкових зборів [2].

## Раунди торгових переговорів
Найбільший прогрес у лібералізації міжнародної торгівлі був досягнутий у ході міжнародних торговельних переговорів або "торгових раундів", які проводилися під егідою ГАТТ. Хоча торгові раунди найчастіше носили затяжний характер, тим не менше вони були комплексним підходом до торгових переговорів, тобто таким, що має ряд переваг перед переговорами, на яких кожне питання обговорюється не в "пакеті" чи комплексно, а окремо від інших.
По-перше, торговий раунд дозволяє учасникам одержати гарантовані переваги з широкого кола питань.
По-друге, жертви, на які необхідно піти тим чи іншим країнам, найчастіше нелегко обґрунтувати з міркувань внутрішньої політики, але ці ж самі поступки приймаються більш охоче, якщо вони представлені в одному контексті  чи "пакеті"  з відчутними політичними й економічними вигодами.
По-третє, країни, що розвиваються й інші менш впливові учасники переговорів мають більше шансів вплинути на міжнародну систему в контексті раунду, ніж якби на все впливали двосторонні відносини між основними торговими державами.
Більшість торгових раундів ГАТТ на початкових етапах були присвячені продовженню процесу зниження тарифів. Періодичні зустрічі в рамках ГАТТ сприяли зростанню міжнародної торгівлі. За першою зустріччю в Женеві (1947-1948) пішли переговори в Ансі [Архівовано 5 січня 2012 у Wayback Machine.] (Франція) в 1949; Торки (Англія) в 1951; Женеві в 1956, 1960-1962 і 1964-1967. Шоста зустріч (1964-1967), відома як раунд Кеннеді, привела до угоди 50 країн-учасниць про зниження тарифів у середньому на одну третину. Сьома зустріч, що проходила в Токіо з 1973 по 1979, привела до аналогічного угоди 99 країн.
Токійський раунд розглянув також проблеми, підняті країнами, що розвиваються. Восьма і заключна зустріч, відома як Уругвайський раунд, проходила з 1988 по 1993. Вона привела до глобального зниження тарифів до 40%, різкого скорочення державних торговельних субсидій та лібералізації торгівлі послугами [Архівовано 6 березня 2016 у Wayback Machine.] [4].
| Місце проведення                                                 | роки      | кількість країн | питання | результати |
| ---------------------------------------------------------------- | --------- | --------------- | --- | --- |
| Женева, Швейцарія                                                | 1947      | 23              | Тарифи: переговори на основі запитів та пропозицій послідовно позиція за позицію | поступки щодо 45000 тарифних позицій |
| Ансі, Франція                                                    | 1949      | 29              | Тарифи: переговори на основі запитів та пропозицій послідовно позиція за позицію | 5000 тарифних поступок; 9 приєднань |
| Торкі, Англія                                                    | 1951      | 32              | Тарифи: переговори на основі запитів та пропозицій послідовно позиція за позицію | 8700 тарифних поступок; 4 приєднання |
| Женева, Швейцарія                                                | 1956      | 33              | Тарифи: переговори на основі запитів та пропозицій послідовно позиція за позицію | помірне зниження |
| Женева, Швейцарія                                                | 1960-1961 | 39              | Тарифи: переговори на основі запитів та пропозицій послідовно позиція за позицію, викликані частково необхідністю збалансувати постуки після створення ЄЕС | обмін 4400 поступками; відхилення пропозиції ЄЕС щодо 20% лінійного зниження тарифів на промислові товари |
| Женева, Швейцарія (раунд Кеннеді)                                | 1964-1967 | 74              | Тарифи: формульний підхід (лінійне зниження) та переговори позиція за позицію Нетарифні заходи: антидемпінг, митна оцінка | середній рівень тарифів зменшився на 35%; зв‘язано 33000 тарифних ліній; угоди про митну оцінку та антидемпінг |
| Женева, Швейцарія (Токійський раунд)                             | 1973-1979 | 99              | Тарифи: формульний підхід з виключеннями Нетарифні заходи: антидемпінг, митна оцінка, субсидії та компенсаційні заходи, державні закупівлі, ліцензування імпорту, стандарти на продукцію, захисні заходи, спеціальний та диференційований режим для країн, що розвиваються                                      | середній рівень тарифів зменшився на третину до 6% на промисловий імпорт країн ОЕСР; узгоджено добровільні кодекси поведінки щодо всіх нетарифних питань, крім захисних заходів                                                                                             |
| Пунта-дель-Есте, Уругвай; Марракеш, Марокко (Уругвайський раунд) | 1986-1994 | 117             | Тарифи: формульний підхід та переговори позиція за позицією Нетарифні заходи: всі питання Токійського раунду плюс послуги, інтелектуальна власність, передвідвантажувальна інспекція, Правила походження, пов‘язані з торгівлею інвестиційні заходи, врегулювання спорів, прозорість та огляд торгової політики | середній рівень тарифів знов в середньому зменшився на третину; врегульовано питання торгівлі текстилем та одягом, сільськогосподарською продукцією; створення СОТ; нові угоди про послуги та ТРІПС; більшість кодексів Токійського раунду розповсюджено на всіх членів СОТ |
| Женева (Доський раунд розвитку)                                  | 2001      | 144             | Послуги, доступ до ринку, сільське господарство, торговельні аспекти прав інтелектуальної власності, врегулювання суперечок, інші питання | - |

### Раунд Кеннеді
У раунді Кеннеді взяли участь 46 країн, хоча кількість членів у ГАТТ до кінця раунду досягла 74. Щодо промислових товарів було запроваджено новий метод ведення тарифних переговорів - загальний формульний підхід, результатом якого стало 35% зниження середнього рівня тарифів на ці товари.
Переговори "позиція за позицію" стосовно сільськогосподарської продукції були менш успішними. Раунд Кеннеді, названий на честь Президента США. У результаті було прийнято Кодекс про антидемпінг, угоду про процедури митної оцінки США на певну продукцію. Також раунд Кеннеді став відомим внаслідок того, що на ньому було прийнято першу країну з централізованою економікою - Польщу, яка приєдналась до Угоди наприкінці раунду, а також щодо надання преференційного режиму на користь країн, що розвиваються. Це було включено в частину IV Генеральної угоди 1965 року. Починаючи з раунду Кеннеді увага країн-учасниць переноситься на питання нетарифних обмежень і проблеми торгівлі сільськогосподарською продукцією [Архівовано 6 березня 2016 у Wayback Machine.] [4].

### Токійський раунд
У Токійському раунді взяли участь 99 країн, на які припадало вже 90 % обсягів світової торгівлі. Тарифи було зменшено на тисячі промислових та сільськогосподарських товарів. Загальний обсяг торгівлі, на які вплинули взяті зобов'язання, дорівнював 300 млрд доларів США (за показниками імпорту 1981 року). 
Токійський раунд завершився прийняттям низки специфічних угод, які включали правила стосовно преференційних тарифів та нетарифного режиму на користь країн, що розвиваються, та ряд кодексів щодо нетарифних заходів та специфічних продуктів.
Було узгоджено кодекси про субсидії та компенсаційні заходи, технічні бар'єри в торгівлі (стандарти на продукцію), державні закупки, митну оцінку товарів, процедури ліцензування імпорту, антидемпінг (перегляд кодексу, прийнятого в результаті раунду Кеннеді)[Архівовано 6 березня 2016 у Wayback Machine.] [4].

### Уругвайський раунд
Про необхідність переговорів, які надалі здобули популярність як Уругвайський раунд, вперше заговорили в листопаді 1982 р. на нараді міністрів держав-членів ГАТТ у Женеві. Хоча міністри ставили перед собою завдання почати нові великі переговори, нарада зайшла в глухий кут з питання про торгівлю сільськогосподарською продукцією і багатьма розглядалося як невдача.
У вересні 1986 р. в Пунта-дель-Есте, Уругвай, ухвалено рішення про початок Уругвайського раунду. На цій зустрічі було прийнято порядок денний переговорів, у якій охоплювалися практично ще не вирішені питання торгової політики, включаючи розширення системи торгівлі по ряду нових напрямків.
Насамперед, мова йшла про торгівлю послугами та інтелектуальної власності. До 1988 р. переговори досягли стадії "підведення проміжних підсумків", яке відбулося на нараді міністрів у Монреалі, Канада. До грудня 1991 р. був підготовлений всеосяжний проект "Заключного акту", в який увійшли юридичні тексти, прийняття яких означало виконання кожного розділу мандата переговорів, за винятком рішень, що стосуються питання про доступ до ринків, який був винесений на обговорення на переговорах в Женеві. Делегати періодично встановлювали крайній термін закінчення раунду, але ці терміни постійно порушуватися.
Перелік розбіжностей зростав і зростав: слідом за торгівлею сільськогосподарською продукцією в нього додатися питання торгівлі послугами, доступ до ринків, антидемпінгові правила і, нарешті, пропозиція про створення нової організації.
Від вирішення ключових розбіжностей між Сполученими Штатами Америки та Європейським Співтовариством залежали всі надії на успішне завершення переговорів. Лише до 15 грудня 1993 р. усі питання були остаточно узгоджені і вирішені. Тоді ж завершилися і переговори про доступ на ринки товарів і послуг. Міністри з 125 країн, які брали участь в переговорах, підписали заключний документ 15 квітня 1994 на нараді в Марракеші, Марокко [Архівовано 6 березня 2016 у Wayback Machine.] [3].

### Дохійський раунд
Перший раунд в рамках СОТ - розпочато 14 листопада 2001 року, на IV Конференції Міністрів СОТ, що проходила в м.Доха, Катар. Прийнята Декларація IV Конференції Міністрів СОТ визначила напрямки та створила вихідну базу для подальших торгових переговорів з широкого кола питань: подальшу лібералізацію торгівлі сільськогосподарською продукцією, промисловою продукцією, послугами, зниження імпортного тарифу з особливою увагою на усунення тарифних піків; вдосконалення торговельних аспектів захисту прав інтелектуальної власності, а також існуючих правил здійснення державних закупівель, процедур митного оформлення та митної оцінки, механізму захисту внутрішніх ринків від недобросовісної конкуренції (антидемпінгові, компенсаційні заходи)[Архівовано 6 березня 2016 у Wayback Machine.] [4].